# Shalimar (Florida)
Shalimar es un pueblo ubicado en el condado de Okaloosa en el estado estadounidense de Florida. En el Censo de 2010 tenía una población de 717 habitantes y una densidad poblacional de 971,35 personas por km².

## Geografía
Shalimar se encuentra ubicado en las coordenadas 30°26′36″N 86°34′59″O / 30.44333, -86.58306. Según la Oficina del Censo de los Estados Unidos, Shalimar tiene una superficie total de 0.74 km², de la cual 0.74 km² corresponden a tierra firme y (0%) 0 km² es agua.

## Demografía
Según el censo de 2010, había 717 personas residiendo en Shalimar. La densidad de población era de 971,35 hab./km². De los 717 habitantes, Shalimar estaba compuesto por el 88.01% blancos, el 3.21% eran afroamericanos, el 0.98% eran amerindios, el 3.77% eran asiáticos, el 1.12% eran isleños del Pacífico, el 0.84% eran de otras razas y el 2.09% pertenecían a dos o más razas. Del total de la población el 5.58% eran hispanos o latinos de cualquier raza.